# Boninella igai
Boninella igai là một loài bọ cánh cứng trong họ Cerambycidae.